# Amalrik I van Jeruzalem
Amalrik I van Jeruzalem (?, 1136 - Jeruzalem, 11 juli 1174) was koning van Jeruzalem (1163 - 1174) en graaf van Jaffa en Ashkelon. Amalrik was de tweede zoon van Fulco en Melisende van Jeruzalem. Hij was de opvolger van zijn broer Boudewijn III, die vroegtijdig en kinderloos overleed. Gedurende zijn regeerperiode werd Jeruzalem meer vriendschappelijk verbonden met het Byzantijnse rijk, waarbij de twee staten een onsuccesvolle invasie van Egypte lanceerden. Ondertussen vormden de islamitische staten rondom Jeruzalem een verbond onder Nur ad-Din en later onder Saladin. Amalrik was de vader van drie toekomstige heersers van Jeruzalem: Sibylla, Boudewijn IV en Isabella I.

## Jeugd
Na de dood van Amalriks vader Fulco, werd de troon gedeeld door zijn moeder Melisende en Boudewijn III, haar oudste zoon. Toen Boudewijn meerderjarig werd, wilde koningin Melisende geen plaats maken om haar zoon de alleenheerschappij te geven, waarna de twee zich vijandig tegenover elkaar opstelden. In 1152 kroonde Boudewijn zich zonder medeweten van zijn moeder tot enig koning. Vervolgens brak er een kleine burgeroorlog uit. Melisende behield Jeruzalem, en Boudewijn bakende zijn eigen territorium af in het noorden van het koninkrijk. Amalrik had intussen de zeggenschap over Jaffa en Ashkelon verkregen nadat hij meerderjarig werd in 1151 en bleef loyaal aan zijn moeder Melisende. Vervolgens wist Boudewijn de stad Jeruzalem voor zich te winnen en belegerde de Toren van David waarin hij Melisende en Amalrik opsloot. Melisende was politiek verslagen, waarna Boudewijn alleenheerser werd. Later werden alle familieperikelen bijgelegd en Boudewijn veroverde bij het Beleg van Ascalon zelfs een moslimfort bij Ashkelon (Ascalon) voor Amalrik, dat aan zijn graafschap Jaffa werd toegevoegd.
Amalrik huwde met Agnes van Courtenay in 1157. Zij was een dochter van Jocelin II van Edessa, die sinds de val van Edessa in 1150 in de westelijke regio van Jeruzalem woonde. Patriarch Fulco had bezwaar tegen hun huwelijk, omdat ze bloedverwanten waren, omdat de twee dezelfde grootvader hadden in Guy I van Montlhéry en het leek erop dat de twee wachtten tot deze was overleden. Agnes schonk Amalrik drie kinderen. Dochter Sibylla en zoon Boudewijn IV, die beiden over het koninkrijk Jeruzalem zouden heersen, en een tweede dochter, waarschijnlijk Alix genaamd. Deze overleed op jonge leeftijd.

## Successie
Boudewijn III overleed op 10 februari 1163 en het koninkrijk werd vergeven aan Amalrik. De patriarchen aan het hof erkenden Amalrik wel als hun koning, maar zagen hem het liefst scheiden van Agnes van Courteney, die ze als een heidense vrouw zagen met andere godsdiensten. Het kwam erop neer dat ze het huwelijk in 1157 accepteerden, omdat ervan uit werd gegaan dat Boudewijn III nog voor een troonopvolger zou zorgen. Het huwelijk werd geannuleerd op grond van bloedverwantschap, maar Agnes kreeg wel een pensioen en mocht in Jaffa blijven. Er moet bij worden vermeld dat de kroniekschrijver Willem van Tyrus enige wrok koesterde vanwege het feit dat Agnes voorkwam hem jaren later als patriarch van Jeruzalem te laten benoemen, evenals Willems opvolgers als Ernoul, die een aanwijzing gaf over het morele karakter van Agnes: "car telle n'est que roine doie iestre di si haute cite comme de Jherusalem" (er mag toch geen koningin als zij zijn in een heilige stad als Jeruzalem). Ondanks dat was de vermeende bloedverwantschap al genoeg voor de voorstanders van deze scheiding. Amalrik stond het toe en besteeg de troon alleen. Agnes huwde al gauw daarna met Hugo van Ibelin, waarmee ze al verloofd was voordat ze met Amalrik huwde. De kerk erkende de kinderen van Amalrik en Agnes en dat hun plaats als opvolgers behouden bleef
Een paar jaar later hertrouwde Amalrik met Maria Comnena, met wie hij twee dochters kreeg: Isabella van Jeruzalem en een dochter van wie de naam onbekend is gebleven, misschien omdat ze vroegtijdig overleed.

## Conflict met de Moslimstaten
Gedurende de regering van Boudewijn III werd de eerste kruisvaardersstaat Edessa veroverd door Zengi, de Turkse emir van Aleppo. Zengi wist Aleppo, Mosoel en andere steden in Noord-Syrië te verenigen en wilde zijn machtspositie uitbreiden in het zuiden om Damascus te verkrijgen. Bij de Tweede Kruistocht in 1148 was het niet gelukt om Damascus te veroveren. Het viel daarna algauw in handen van Zengi's zoon Nur ad-Din. Jeruzalem verloor ook invloed in het Byzantijnse rijk omdat de stad het eigendom over het vorstendom Antiochië betwistte. Jeruzalem richtte daarom het vizier op Egypte, waar de Fatimiden-dynastie leed onder een aantal conflicten tussen hun eigen viziers en machthebbers, waarbij burgeroorlogen voor kwamen. De kruisvaarders wilden Egypte al veroveren in de dagen dat Boudewijn I van Jeruzalem regeerde. Deze overleed gedurende de expedities daar. De verovering van Ascalon door Boudewijn III maakte de invasie van Egypte eenvoudiger.

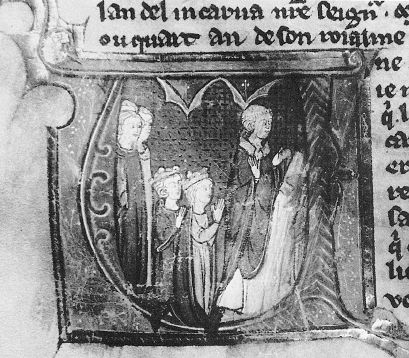
Huwelijk tussen Amalrik I en Maria Comnena

### Invasie van Egypte
Amalrik leidde zijn eerste expeditie naar Egypte in 1163, hij claimde daarbij dat de Fatimiden hun jaarlijkse belasting niet hadden betaald, wat overeen was gekomen gedurende de regering van Boudewijn III. Vizier Dirgham, had recentelijk het bewind van vizier Shawar omvergeworpen en marcheerde Amalrik tegemoet naar Pelusium. Hij werd echter verslagen en werd gedwongen terug te keren naar Bilbeis. De Egyptenaren openden toen de Nijldammen en lieten de rivieren vol lopen, hopende Amalrijk en zijn manschappen te stoppen om verder te gaan. Amalrik keerde weer huiswaarts, maar intussen was Shawar naar het hof van Nur ad-Din gevlucht. Deze stuurde daarop in 1164 generaal Shirkuh naar Egypte om het dispuut tussen Shawar en Dirgham op te lossen. Als reactie daarop zocht Dirgham steun bij Amalrik, maar Shirkuh en Shawar waren er voordat Amalrik iets kon doen en Dirgham werd vermoord. Shawar werd uiteindelijk weer bang dat Shirkuh zelf naar de macht wilde grijpen in Egypte en hij toog naar Amalrik voor hulp. Amalrik keerde dan ook in 1164 terug naar Egypte en belegerde Shirkuh in Bilbeis totdat Shirkuh de aftocht blies naar Damascus.
Amalrik kon geen vervolg geven aan zijn succes in Egypte, omdat Nur ad-Din actief was in Syrië. Daarbij had deze Bohemund III van Antiochië en Raymond III van Tripoli gevangengenomen bij de Slag bij Harim tijdens Amalriks afwezigheid. Amalrik haastte zich om het regentschap van Antiochië en Tripoli op zich te nemen en stond in 1165 borg voor Bohemunds losgeld 1165. Raymond bleef in gevangenschap tot in 1173. Het jaar 1166 was relatief rustig, maar Amalrik stuurde gezanten naar het Byzantijnse Rijk, zoekend naar een verbond en naar een Byzantijnse vrouw. Gedurende dat jaar kreeg Amalrik nog te maken met plundertochten van de moslims onder Nur ad-Din. Zij namen Banias in.
In 1167 stuurde Nur ad-Din zijn generaal Shirkuh terug naar Egypte en Amalrik zette opnieuw de achtervolging in. Daarbij werd een kamp gestabiliseerd bij Caïro. Shawar sloot een verbond met Amalrik en dit verdrag werd medeondertekend door de kalief al-Adid. Generaal Shirkuh kampeerde aan de andere zijde van de Nijl. Na een intense slag keerde Amalrik naar Caïro en Shirkuh marcheerde naar Alexandrië. Amalrik volgde en belegerde hem daar, de kruisvaarders werden daarbij ondersteund door een vloot uit Pisa die via Jeruzalem kwamen. Shirkuh onderhandelde vervolgens over vrede en Alexandrië werd overgegeven aan Amalrik. Amalrik kon daar echter niet blijven en keerde terug naar Jeruzalem nadat er de triomf uitgebreid was gevierd.

### Byzantijns verbond
Na zijn terugkeer naar Jeruzalem in 1167, trouwde Amalrik met Maria Comnena, een achternicht van keizer Manuel I Komnenos. De onderhandelingen hierover hadden twee jaar geduurd. Dit kwam mede doordat Amalrik erop stond dat Antiochië aan Jeruzalem werd vergeven. Toen Amalrik dit punt liet vallen was het mogelijk om met Maria te trouwen. Dat gebeurde in Tyrus op 29 augustus 1167. Gedurende deze tijd was de vorige koningin-gemalin, Boudewijn III's vrouw Theodora gevlucht naar Damascus met haar neef Andronicus. De stad Akko die haar kroondomein was, werd weer toegevoegd aan het koninklijk domein. Het was ook rond deze tijd dat Willem van Tyrus, werd gepromoveerd tot aartsbisschop van Tyrus en door Amalrik geselecteerd werd om over de geschiedenis van het koninkrijk te gaan schrijven.
In 1168 onderhandelde Amalrik met Manuel over een samenwerking in de strijd tegen Egypte. Willem van Tyrus was onder de ambassadeurs in Constantinopel om het verdrag te bezegelen. Ook al had Amalrik een vredesverdrag met Shawar, werd deze beschuldigd van samenzwering met Nur ad-Din, waarop Amalrik een nieuwe invasie begon. De Hospitaller Orde ondersteunde deze invasie, terwijl de Orde van Tempeliers weigerde deel te nemen. In oktober overviel Amalrik de stad Bilbeis, zonder te wachten op Byzantijnse steun en zonder te wachten op de terugkeer van de ambassadeurs. De inwoners werden afgeslacht of gevangengenomen als slaaf. Amalrik marcheerde vervolgens naar Caïro, waar Shawar twee miljoen stukken goud aanbood. Ondertussen stuurde Nur ad-Din zijn generaal Shirkuh opnieuw naar Egypte en tegen de tijd dat deze aankwam, keerde Amalrik weer terug naar Jeruzalem.

### Opkomst van Saladin
In januari 1169 werd Shawar vermoord door Shirkuh, waarna Shirkuh vizier van Egypte werd. Hij overleed echter in maart van datzelfde jaar en werd opgevolgd door zijn neef Saladin. Amalrik reageerde alert door bisschop Frederik de La Roche naar Europa te sturen om hulp te vragen aan de adel daar, maar hier kwam geen assistentie uit voort. Later dat jaar arriveerde er een Byzantijnse vloot en in oktober begon Amalrik een nieuwe invasie en belegerde Damietta vanaf zee en via land. Het beleg duurde lang en er brak hongersnood uit in het christenkamp. De Byzantijnen en de kruisvaarders gaven elkaar hierover de schuld en zagen zich genoodzaakt om een vredesverdrag met Saladin te sluiten, Amalrik keerde weer naar huis terug.
Nu was Jeruzalem omringd door vijanden. In 1170 trok Saladin het Koninkrijk Jeruzalem binnen en veroverde Eilat, wat de verbinding van Jeruzalem met de Rode Zee verbrak. Saladin, die de zetel van vizier van Egypte bekleedde, werd uitgeroepen tot sultan, nadat de laatste kalief van de Fatimiden was overleden. Saladins uitverkiezing tot sultan was een vrij onverwachte wending voor Jeruzalem, omdat Nur ad-Din nu bezorgd was over de macht van zijn voormalige vazal. In 1171 reisde Amalrik af naar Constantinopel en werden er nieuwe ambassadeurs gestuurd naar de koningen in Europa, maar opnieuw kwam er geen hulp. In de daarvolgende jaren werd het koninkrijk niet alleen bedreigd door Saladin en Nur ad-Din, maar ook door de Assassijnen. Op een bepaald moment vermoordden de Tempelridders een aantal Assassijnengezanten, wat leidde tot een conflict tussen Amalrik en de Orde van de Tempeliers.

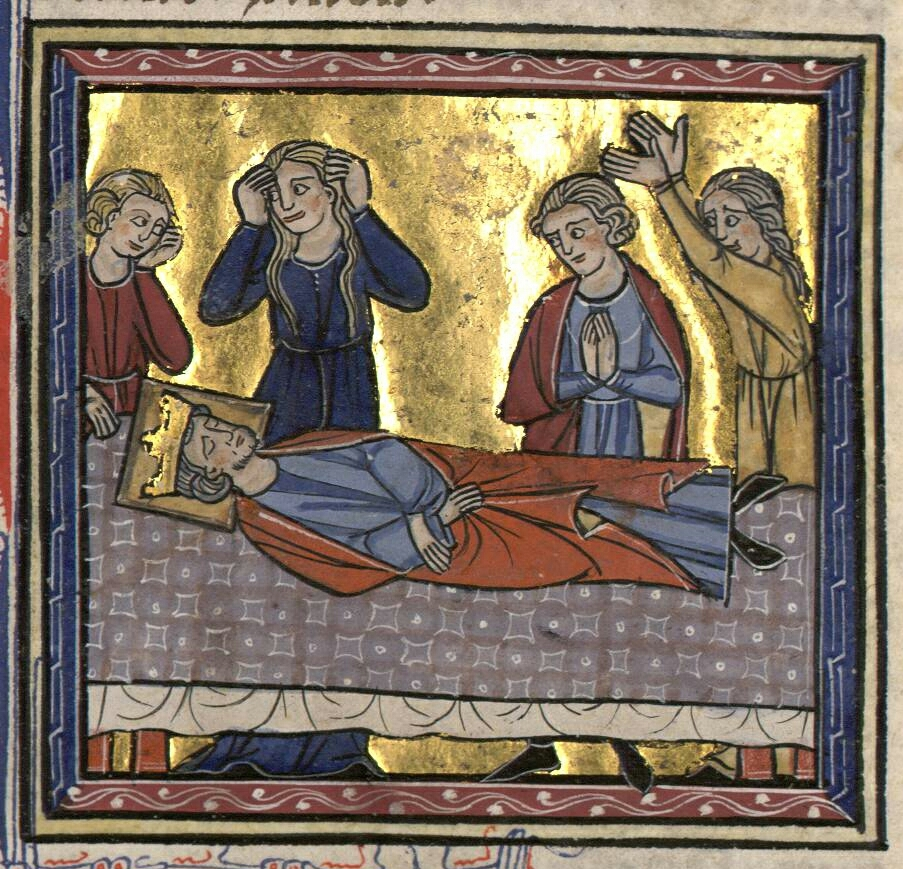
de dood van Amalrik I

## Dood
Nadat Nur ad-Din overleed in 1174, bezette Amalrik Panias en zag zijn kans schoon om het Seltsjoekrijk binnen te vallen. Hij nam echter te veel hooi op zijn vork en raakte vermoeid. De vermoeidheid sloeg om in een flinke koorts, waardoor Amalrik allerlei medicijnmannen liet komen uit Griekenland en Syrië. Hij bezweek aan zijn koorts op 11 juli 1174. Hij werd opgevolgd door zijn zoon Boudewijn.
Amalriks dood leidde ook tot een tweestrijd tussen de families die hij achterliet. Enerzijds Agnes van Courtenay met haar kinderen Boudewijn en Sibylla, anderzijds Maria Comnena met haar dochter Isabella. Amalrik wist echter dat zijn ex-vrouw Agnes op wraak zon en zag zich genoodzaakt om zijn vrouw de titel van gravin van Nablus te geven.

## Voorouders
| Voorouders van Amalrik I van Jeruzalem | Voorouders van Amalrik I van Jeruzalem                              | Voorouders van Amalrik I van Jeruzalem                              | Voorouders van Amalrik I van Jeruzalem                              | Voorouders van Amalrik I van Jeruzalem                              | Voorouders van Amalrik I van Jeruzalem                              | Voorouders van Amalrik I van Jeruzalem                              | Voorouders van Amalrik I van Jeruzalem                              | Voorouders van Amalrik I van Jeruzalem                              |
| -------------------------------------- | ------------------------------------------------------------------- | ------------------------------------------------------------------- | ------------------------------------------------------------------- | ------------------------------------------------------------------- | ------------------------------------------------------------------- | ------------------------------------------------------------------- | ------------------------------------------------------------------- | ------------------------------------------------------------------- |
| Overgrootouders                        | Godfried II van Gâtinais (-1044) ∞ Ermengarde van Anjou (1018-1076) | Godfried II van Gâtinais (-1044) ∞ Ermengarde van Anjou (1018-1076) | Simon I van Montfort (1025-1087) ∞ Agnes van Évreux (1030-)         | Simon I van Montfort (1025-1087) ∞ Agnes van Évreux (1030-)         | Hugo I van Rethel (1040-1118) ∞ Melissende van Crécy (1032-)        | Hugo I van Rethel (1040-1118) ∞ Melissende van Crécy (1032-)        | Gabriel van Melitene (1055-1103) ∞ ? (-)                            | Gabriel van Melitene (1055-1103) ∞ ? (-)                            |
| Grootouders                            | Fulco IV van Anjou (1043-1109) ∞ Bertrada van Montfort (1070–1117)  | Fulco IV van Anjou (1043-1109) ∞ Bertrada van Montfort (1070–1117)  | Fulco IV van Anjou (1043-1109) ∞ Bertrada van Montfort (1070–1117)  | Fulco IV van Anjou (1043-1109) ∞ Bertrada van Montfort (1070–1117)  | Boudewijn II van Jeruzalem (-1131) ∞ Morphia van Melitene (-1126)   | Boudewijn II van Jeruzalem (-1131) ∞ Morphia van Melitene (-1126)   | Boudewijn II van Jeruzalem (-1131) ∞ Morphia van Melitene (-1126)   | Boudewijn II van Jeruzalem (-1131) ∞ Morphia van Melitene (-1126)   |
| Ouders                                 | Fulco V van Anjou (1091-1143) ∞ Melisende van Jeruzalem (1096–1161) | Fulco V van Anjou (1091-1143) ∞ Melisende van Jeruzalem (1096–1161) | Fulco V van Anjou (1091-1143) ∞ Melisende van Jeruzalem (1096–1161) | Fulco V van Anjou (1091-1143) ∞ Melisende van Jeruzalem (1096–1161) | Fulco V van Anjou (1091-1143) ∞ Melisende van Jeruzalem (1096–1161) | Fulco V van Anjou (1091-1143) ∞ Melisende van Jeruzalem (1096–1161) | Fulco V van Anjou (1091-1143) ∞ Melisende van Jeruzalem (1096–1161) | Fulco V van Anjou (1091-1143) ∞ Melisende van Jeruzalem (1096–1161) |
| Amalrik I van Jeruzalem (1136-1174)    |                                                                     |                                                                     |                                                                     |                                                                     |                                                                     |                                                                     |                                                                     |                                                                     |

- Gemeinsame Normdatei: 102419396
- International Standard Name Identifier: 0000 0000 0325 8526
- Library of Congress Control Number: n2013211222
- Nationale Bibliotheek van Israël: 987007597197805171
- Nationale Bibliotheek van Polen: a0000003392631
- Virtual International Authority File: 34844422
- WorldCat: E39PBJrRdT7d3mhfmqRJ34q4v3